# Astiphromma consertum
Astiphromma consertum är en stekelart som beskrevs av Schwenke 1999. Astiphromma consertum ingår i släktet Astiphromma och familjen brokparasitsteklar. Inga underarter finns listade.